# 一國一城令
一國一城令是日本在元和元年（1615年）閏6月13日由江戶幕府所發佈的命令。在一國（此處的「國」是指令制國或大名的領國（之後的藩））中，由大名所居住作為政廳所在的城只能保留一個，其餘的城必須全部廢除。
此法律並非劃一實施，而是有彈性的運用。例如若一個令制國由複數的大名分割領有的情形下，各大名可各有一城（例：伊予國的大洲城、松山城、宇和島城等）；一個大名家領有複数令制國時，每個領有的令制國亦可各設一城。（例：藤堂家的津城（伊勢國）、上野城（伊賀國）)。

## 例外
長州藩的毛利家擁有周防國、長門國兩令制國，但只有一城。根據山本博文所著記載，毛利家向幕府報告保留長門國的萩城，岩國城受到廢除，而幕府的回應是「毛利家有周防國與長門國兩國，因此周防國的岩國城應該沒有廢除的必要。（毛利家は周防国、長門国の二国だから周防国の岩国城まで破却する必要はなかった筈）」。毛利家内部基於支藩統制上必要，因而先行廢除。
仙台藩白石城與熊本藩八代城等，雖為大名的家臣，但因對幕府有功績，其子孫的居城例外不屬於廢城的對象。
秋田藩的大館城與横手城（於戊辰戰爭中燒毀）屬於對象外，包含久保田城在內，被允許擁有3城。這是屬於大大名的佐竹氏轉封至秋田的抵押，亦有一說為政情不安定地區被允許擁有城池。

## 關連項目
- 武家諸法度